# بدرة علي سانغاريه
بدرة علي سانغاريه (بالفرنسية: Badra Ali Sangaré)‏ (مواليد 30 مايو 1986 في بنغرفيل) هو لاعب كرة قدم إيفواري محترف، يلعب حاليًا مع نادي أسيك ميموسا كحارس مرمى. كما يمثل منتخب ساحل العاج على المستوى الدولي.

## روابط خارجية
- بدرة علي سانغاريه على موقع الاتحاد الدولي (مؤرشف)  (الإنجليزية)
- بدرة علي سانغاريه على موقع قاعدة بيانات كرة القدم.إي يو (الإنجليزية)
- بدرة علي سانغاريه على موقع ليكيب (الفرنسية)
- بدرة علي سانغاريه على موقع ناشيونال فوتبول تيمز (الإنجليزية)
- بدرة علي سانغاريه على موقع Soccerway.com (الإنجليزية)
- بدرة علي سانغاريه على موقع عالم كرة القدم.نت (الإنجليزية)
- بدرة علي سانغاريه على موقع AS.com (الإسبانية)